# Lista de apresentações ao vivo de Itzy
O girl group sul-coreano Itzy se apresentou em duas turnês, uma turnê showcase, oito showcases e três encontros de fãs desde sua estreia em 2019. Sua turnê de estreia, Checkmate World Tour, começou na Coreia do Sul em agosto de 2022 e mais tarde se expandiu para a América do Norte e Ásia.
Sua segunda turnê mundial, Born to Be World Tour, foi anunciada em dezembro de 2023 e começou na Coreia do Sul em fevereiro de 2024. Devido ao hiato de Lia, a turnê foi promovida pelo grupo como um quarteto.

## Turnês

### Checkmate World Tour
Checkmate World Tour foi a primeira turnê mundial do girl group sul-coreano Itzy, realizada em apoio ao quinto EP coreano do grupo Checkmate (2022). Começou em 6 de agosto de 2022, em Seul, Coreia do Sul e realizou 20 shows na Ásia e na América do Norte.

#### Antecedentes
A JYP Entertainment anunciou em 2 de junho de 2022 que Itzy retornaria com novas músicas em julho, que será seguida por sua primeira turnê mundial de divulgação do novo lançamento. A postagem apresentava um cronograma de promoção com detalhes do próximo EP intitulado Checkmate, bem como uma programação parcial da turnê. Em 22 de junho de 2022, foi anunciado que o segundo show em Seul (7 de agosto) será transmitido ao vivo e retransmitido em (4 de setembro) via Beyond Live. Em 17 de outubro, quatro datas adicionais no Sudeste Asiático foram anunciadas, seguido pela adição de um segundo show em Manila em 15 de janeiro.

#### Repertório
A seção abaixo contém o repertório da turnê.
Ato 1

Interlúdio I 

1. "In the Morning" (마.피.아. In the Morning) (versão MAMA)
2. "Sorry Not Sorry" (versão MAMA )
3. "Shoot!"
4. "What I Want"
5. "365"
6. "Boss Bitch" (cover de Ryujin)
7. "Cherry"
8. "Icy"
9. "Free Fall"
10. "#Twenty"
11. "Maniac" (cover de Yuna)
12. "Red" (cover de Lia)

Ato 2

Interlúdio II 

1. "Wannabe"
2. "Dalla Dalla" (달라달라)
3. "Sneakers"

Ato 3

Interlúdio III 

1. "Bloodline" (cover de Chaeryeong)
2. "Hotter than Hell" (cover de Yeji)

Ato 4

Interlúdio IV 

1. "Want It?"
2. "Nobody Like You"
3. "Loco" (encurtada)
4. "Not Shy" (versão estendida e ao vivo)

Encore

1. "Domino"
2. "Trust Me (MIDZY)" (믿지 (MIDZY)) (versão em inglês)
3. "It'z Summer"
4. "Be in Love"

Ato 1

Interlúdio I 

1. "In the Morning" (마.피.아. In the Morning) (versão MAMA)
2. "Sorry Not Sorry" (versão MAMA)
3. "Shoot!"
4. "What I Want"
5. "365"
6. "Boss Bitch" (cover de Ryujin)
7. "Cherry"
8. "Icy"
9. "Free Fall"
10. "#Twenty"
11. "Maniac" (cover de Yuna)
12. "Red" (cover de Lia)

Ato 2

Interlúdio II 

1. "Wannabe"
2. "Dalla Dalla" (달라달라)
3. "Sneakers"

Ato 3

Interlúdio III 

1. "Bloodline" (cover de Chaeryeong)
2. "Hotter than Hell" (cover de Yeji)

Ato 4

Interlúdio IV 

1. "Boys Like You"
2. "Nobody Like You"
3. "Loco" (encurtada)
4. "Not Shy" (versão estendida e ao vivo)

Encore

1. "Domino"
2. "Trust Me (MIDZY)" (믿지 (MIDZY)) (versão em inglês)
3. "It'z Summer"
4. "Be in Love"

Ato 1

Interlúdio I

1. "In the Morning" (마.피.아. In the Morning) (versão MAMA)
2. "Sorry Not Sorry" (versão MAMA)
3. "Shoot!"
4. "What I Want"
5. "365"
6. "Boss Bitch" (cover de Ryujin)
7. "Cherry"
8. "Icy"
9. "Free Fall"
10. "#Twenty"
11. "Maniac" (cover de Yuna)
12. "Red" (cover de Lia)

Ato 2

Interlúdio II

1. "Wannabe"
2. "Dalla Dalla" (달라달라)
3. "Sneakers"

Ato 3

Interlúdio III 

1. "Bloodline" (cover de Chaeryeong)
2. "Hotter than Hell" (cover de Yeji)

Ato 4

Interlúdio IV 

1. "Cheshire"
2. "Loco" (encurtada)
3. "Not Shy" (versão estendida e ao vivo)

Encore

1. "Domino"
2. "Trust Me (MIDZY)" (믿지 (MIDZY)) (Taipei e Hong Kong - versão chinesa)
3. "Boys Like You"
4. "Nobody Like You"

Ato 1

Interlúdio I

1. "In the Morning" (마.피.아. In the Morning) (versão MAMA)
2. "Sorry Not Sorry" (versão MAMA)
3. "Shoot!"
4. "Voltage"
5. "Boss Bitch" (cover de Ryujin)
6. "Blah Blah Blah"
7. "Icy"
8. "Free Fall"
9. "#Twenty"
10. "Maniac" (cover de Yuna)
11. "Red" (cover de Lia)

Ato 2

Interlúdio II

1. "Wannabe"
2. "Dalla Dalla" (달라달라)
3. "Sneakers"

Ato 3

Interlúdio III 

1. "Bloodline" (cover de Chaeryeong)
2. "Hotter than Hell" (cover de Yeji)

Ato 4

Interlúdio IV 

1. "Cheshire"
2. "Loco" (encurtada)
3. "Not Shy" (versão estendida e ao vivo)

Encore

1. "Domino"
2. "Trust Me (MIDZY)" (믿지 (MIDZY)) (versão japonesa)
3. "It'z Summer"
4. "Boys Like You"
5. "Nobody Like You"

#### Datas da turnê
| Data                    | Cidade      | País           | Local                                     | Audiência |
| ----------------------- | ----------- | -------------- | ----------------------------------------- | --------- |
| 6 de agosto de 2022     | Seul        | Coreia do Sul  | SK Olympic Handball Gymnasium Beyond Live | 10,000    |
| 7 de agosto de 2022     | Seul        | Coreia do Sul  | SK Olympic Handball Gymnasium Beyond Live | 10,000    |
| 26 de outubro de 2022   | Los Angeles | Estados Unidos | YouTube Theater                           | —         |
| 29 de outubro de 2022   | Phoenix     | Estados Unidos | Arizona Federal Theatre                   | —         |
| 1 de novembro de 2022   | Dallas      | Estados Unidos | Toyota Music Factory                      | —         |
| 3 de novembro de 2022   | Houston     | Estados Unidos | Smart Financial Centre                    | —         |
| 5 de novembro de 2022   | Atlanta     | Estados Unidos | Fox Theatre                               | —         |
| 7 de novembro de 2022   | Chicago     | Estados Unidos | Rosemont Theatre                          | —         |
| 10 de novembro de 2022  | Boston      | Estados Unidos | MGM Music Hall                            | —         |
| 13 de novembro de 2022  | Nova Iorque | Estados Unidos | Hulu Theater                              | —         |
| 14 de janeiro de 2023   | Pasay       | Filipinas      | SM Mall of Asia Arena                     | 30,000    |
| 15 de janeiro de 2023   | Pasay       | Filipinas      | SM Mall of Asia Arena                     | 30,000    |
| 28 de janeiro de 2023   | Singapura   | Singapura      | Star Theatre                              | —         |
| 4 de fevereiro de 2023  | Jacarta     | Indonésia      | Tennis Indoor Senayan                     | —         |
| 22 de fevereiro de 2023 | Chiba       | Japão          | Makuhari Event Hall Beyond Live           | —         |
| 23 de fevereiro de 2023 | Chiba       | Japão          | Makuhari Event Hall Beyond Live           | —         |
| 26 de fevereiro de 2023 | Taoyuan     | Taiwan         | NTSU Arena                                | 8,000     |
| 11 de março de 2023     | Hong Kong   | China          | AsiaWorld–Expo                            | —         |
| 12 de março de 2023     | Hong Kong   | China          | AsiaWorld–Expo                            | —         |
| 8 de abril de 2023      | Bangkok     | Tailândia      | Thunder Dome                              | —         |
| Total                   | Total       | Total          | Total                                     | N/A       |

### Born to Be World Tour
Born to Be World Tour é a segunda turnê mundial do girl group sul-coreano Itzy, realizado em apoio ao segundo álbum de estúdio do grupo Born to Be (2024). Começou em 24 de fevereiro de 2024, na Jamsil Arena em Seul, Coreia do Sul, e está programado para terminar em 10 de agosto de 2024, na AsiaWorld – Arena em Hong Kong, após 30 shows na Ásia, Oceania, Américas e Europa. Com a turnê sendo realizada durante o hiato de Lia, ela está sendo promovida pelo grupo como um quarteto.

#### Antecedentes
A JYP Entertainment anunciou em 3 de dezembro de 2023 que Itzy faria um retorno no mês seguinte, bem como sua segunda turnê mundial para divulgar seu novo lançamento. Em 26 de janeiro de 2024 foi anunciada a programação da turnê. Em 8 de fevereiro, um segundo show foi adicionado para Toronto para 29 de junho de 2024.

#### Repertório
A seção abaixo contém o repertório da turnê.
Ato 1

1. "Born to Be" (introdução estendida)
2. "Racer"
3. "Kidding Me"
4. "Mr. Vampire"
5. "Swipe"
6. "Wannabe" (Introdução estendida do intervalo de dança)

Ato 2

1. "Mine" (solo de Chaeryeong)
2. "Run Away" (solo de Ryujin)
3. "Yet, But" (solo de Yuna)
4. "Crown on My Head" (solo de Yeji, outro extendido)

Ato 3

1. "Untouchable" (Introdução estendida)
2. "Gas Me Up"
3. "Dynamite"
4. "Psychic Lover"
5. "Don't Give a What"
6. "Loco" (outro extendido de dançarinos)

Ato 4

1. "Not Shy" (Introdução estendida da banda)
2. "Cake"
3. "Sneakers" (outro cantando)
4. "Kill Shot"
5. "Escalator" (outro extendido)

Encore

1. "Love Is"
2. "Be in Love"
3. "Chillin' Chillin'"
4. "Dalla Dalla" (outro extendido)

Ato 1

1. "Born to Be" (Introdução extendida)
2. "Racer"
3. "Kidding Me"
4. "Mr. Vampire"
5. "Swipe"
6. "Wannabe" (Introdução estendida do intervalo de dança)

Ato 2

1. "Mine" (solo de Chaeryeong)
2. "Run Away" (solo de Ryujin)
3. "Yet, But" (solo de Yuna)
4. "Crown on My Head" (solo de Yeji, outro extendido)

Ato 3

1. "Untouchable" (introdução extendida)
2. "Ringo"
3. "Algorhythm"
4. "Psychic Lover"
5. "Don't Give a What"
6. "Loco" (outro extendido de dançarinos)

Ato 4

1. "Not Shy" (Introdução estendida da banda)
2. "Cake"
3. "Sneakers" (outro cantando)
4. "Kill Shot"
5. "Escalator" (outro extendido)

Encore

1. "Sugar‐holic"
2. "Spice"
3. "No Biggie"
4. "Dalla Dalla" (outro extendido)

#### Datas da turnê
| Data                    | Cidade           | País           | Local                           | Audiência |
| ----------------------- | ---------------- | -------------- | ------------------------------- | --------- |
| 24 de fevereiro de 2024 | Seul             | Coreia do Sul  | Jamsil Arena                    | —         |
| 25 de fevereiro de 2024 | Seul             | Coreia do Sul  | Jamsil Arena                    | —         |
| 16 de março de 2024     | Bangkok          | Tailândia      | Impact, Muang Thong Thani       | —         |
| 21 de março de 2024     | Auckland         | Nova Zelândia  | Spark Arena                     | —         |
| 24 de março de 2024     | Sydney           | Austrália      | International Convention Centre | —         |
| 26 de março de 2024     | Melbourne        | Austrália      | Margaret Court Arena            | —         |
| 6 de abril de 2024      | Singapura        | Singapura      | Estádio Indoor de Singapura     | 7,500     |
| 15 de abril de 2024     | Cidade do México | México         | Pepsi Center                    | —         |
| 18 de abril de 2024     | Santiago         | Chile          | Movistar Arena                  | —         |
| 24 de abril de 2024     | Londres          | Reino Unido    | Arena Wembley                   | —         |
| 26 de abril de 2024     | Paris            | França         | Zénith Paris                    | —         |
| 28 de abril de 2024     | Berlim           | Alemanha       | Velódromo de Berlim             | —         |
| 1 de maio de 2024       | Amsterdã         | Holanda        | AFAS Live                       | —         |
| 4 de maio de 2024       | Madrid           | Espanha        | Palacio Vistalegre              | —         |
| 17 de maio de 2024      | Tóquio           | Japão          | Ginásio Nacional Yoyogi         | —         |
| 18 de maio de 2024      | Tóquio           | Japão          | Ginásio Nacional Yoyogi         | —         |
| 19 de maio de 2024      | Tóquio           | Japão          | Ginásio Nacional Yoyogi         | —         |
| 22 de maio de 2024      | Osaka            | Japão          | Osaka-jō Hall                   | —         |
| 6 de junho de 2024      | Seattle          | Estados Unidos | WAMU Theatre                    | —         |
| 8 de junho de 2024      | Oakland          | Estados Unidos | Oakland Arena                   | —         |
| 11 de junho de 2024     | Inglewood        | Estados Unidos | Kia Forum                       | —         |
| 14 de junho de 2024     | Sugar Land       | Estados Unidos | Smart Financial Centre          | —         |
| 16 de junho de 2024     | Irving           | Estados Unidos | Toyota Music Factory            | —         |
| 18 de junho de 2024     | Atlanta          | Estados Unidos | Fox Theatre                     | —         |
| 20 de junho de 2024     | Fairfax          | Estados Unidos | EagleBank Arena                 | —         |
| 23 de junho de 2024     | Newark           | Estados Unidos | Prudential Center               | —         |
| 26 de junho de 2024     | Chicago          | Estados Unidos | Rosemont Theatre                | —         |
| 28 de junho de 2024     | Toronto          | Canadá         | Great Canadian Casino Resort    | —         |
| 29 de junho de 2024     | Toronto          | Canadá         | Great Canadian Casino Resort    | —         |
| 20 de julho de 2024     | Taipé            | Taiwan         | Taipei Arena                    | —         |
| 3 de agosto de 2024     | Manila           | Fililinas      | SM Mall of Asia Arena           | —         |
| 10 de agosto de 2024    | Hong Kong        | China          | AsiaWorld–Arena                 | —         |
| Total                   | Total            | Total          | Total                           | N/A       |

## Turnêsshowcase

### Itzy Premiere Showcase Tour 'Itzy? Itzy!'
Itzy Premiere Showcase Tour 'Itzy? Itzy!' é a primeira turnê showcase do girl group sul-coreano Itzy. O grupo visitou 6 cidades asiáticas e 5 cidades americanas de 2 de novembro de 2019 a 26 de janeiro de 2020.

#### Repertório
A seção abaixo contém o repertório da turnê.
1. "Icy"
2. "It'z Summer"
3. "TT" (cover de Twice)
4. "Hard Carry" (cover de Got7)
5. "Cherry"
6. "Want It ?"
7. "Dalla Dalla"

#### Datas da turnê
| Data                   | Cidade          | País           | Local                                  |
| Ásia                   | Ásia            | Ásia           | Ásia                                   |
| ---------------------- | --------------- | -------------- | -------------------------------------- |
| 2 de novembro de 2019  | Jacarta         | Indonésia      | Plenary Hall JCC                       |
| 9 de novembro de 2019  | Macau           | China          | Broadway Theatre                       |
| 1 de dezembro de 2019  | Taipé           | Taiwan         | Taipei International Convention Center |
| 8 de dezembro de 2019  | Manila          | Filipinas      | New Frontier Theater                   |
| 13 de dezembro de 2019 | Singapura       | Singapura      | Suntec Convention & Exhibition Centre  |
| 21 de dezembro de 2019 | Bangkok         | Tailândia      | Union Hall                             |
| América do Norte       |                 |                |                                        |
| 17 de janeiro de 2020  | Los Angeles     | Estados Unidos | The Novo by Microsoft                  |
| 19 de janeiro de 2020  | Minneapolis     | Estados Unidos | State Theatre                          |
| 22 de janeiro de 2020  | Houston         | Estados Unidos | Bayou Music Center                     |
| 24 de janeiro de 2020  | Washington D.C. | Estados Unidos | Warner Theatre                         |
| 26 de janeiro de 2020  | Nova Iorque     | Estados Unidos | Kings Theatre                          |

## Showcases
| Evento                                           | Data                    | Cidade | País          | Local                         | Ref.   |
| ------------------------------------------------ | ----------------------- | ------ | ------------- | ----------------------------- | ------ |
| Itzy 'It'z Different' Debut Showcase             | 12 de fevereiro de 2019 | Seul   | Coreia do Sul | Blue Square iMarket Hall      | [ 14 ] |
| Itzy <It'z Icy> Showcase                         | 29 de julho de 2019     | Seul   | Coreia do Sul | Blue Square iMarket Hall      | [ 15 ] |
| Itzy 'It'z Me' V Live Premiere Comeback Showcase | 9 de março de 2020      | Seul   | Coreia do Sul | —                             | [ 16 ] |
| Itzy "Guess Who" Showcase                        | 30 de abril de 2021     | Seul   | Coreia do Sul | —                             | [ 17 ] |
| Itzy #OutNow Comeback Show                       | 24 de setembro de 2021  | Seul   | Coreia do Sul | —                             | [ 18 ] |
| "Cheshire" Showcase                              | 25 de novembro de 2022  | Seul   | Coreia do Sul | Fairmont Ambassador Seoul     | [ 19 ] |
| Itzy "Kill My Doubt" Showcase                    | 1 de agosto de 2023     | Seul   | Coreia do Sul | SK Olympic Handball Gymnasium | [ 20 ] |
| Born to Be Showcase                              | 8 de janeiro de 2024    | Seul   | Coreia do Sul | Conrad Seoul                  | [ 21 ] |

## Encontros de fãs
| Título                                                             | Data                    | Cidade       | Local                       | Audiência | Canções apresentadas | Ref.   |
| ------------------------------------------------------------------ | ----------------------- | ------------ | --------------------------- | --------- | --- | ------ |
| Itzy The First Fan Party Live with Global Midzy                    | 20 de março de 2021     | Mundialmente | Mundialmente                | —         | "Surf" "Trust Me (Midzy)" "Nobody Like You" | [ 22 ] |
| Itzy The 1st Fan Meeting "Itzy, Midzy, Let's Fly!"                 | 9 de abril de 2022      | Seul         | Yes24 Live Hall Beyond Live | —         | In the Morning" "Loco" " Not Shy " " Icy " "Nobody Like You" "Tennis (0:0)" "Cherry" "#Twenty" " Wannabe " " Dalla Dalla " "Trust Me (Midzy)" "Sooo Lucky" "Be in Love" | [ 23 ] |
| Itzy The 2nd Fan Meeting "Itzy, Midzy, Let's Fly! To Wonder World" | 12 de fevereiro de 2023 | Seul         | KBS Arena Beyond Live       | —         | "Sorry Not Sorry" "Shoot!" "Cheshire" "What I Want" "Boys Like You" "Trust Me (Midzy)" "Domino" "Sooo Lucky" "Dalla Dalla" "Wannabe" "Be in Love"                       | [ 24 ] |